# Eduardo Dhelomme
 (août 2012).
- Si vous ne connaissez pas le sujet, laissez ce bandeau (vous pouvez alors contacter les auteurs).
- Si vous supprimez le contenu mis en cause (vous pouvez préalablement contacter les auteurs),

argumentez précisément cette suppression dans la page de discussion
(un manque de référence n'est pas un argument ; une recherche réelle de référence doit avoir été effectuée, être formellement documentée).
Eduardo Dhelomme, né en 1922 au Brésil dans la région de São Paulo et mort en 2006 à Cabo Frio, est un peintre et sculpteur franco-brésilien.

## Biographie

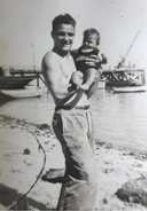
Eduardo Dhelomme avec sa première fille en 1942.

Né en 1922 près de São Paulo au Brésil de parents français, Eduardo Dhelomme est élevé pendant trois ans par sa mère de lait brésilienne. En 1925, il part pour l'Europe, à Lisbonne puis dans la région de Bordeaux. Il peint dès l'âge de douze ans, des paysages et scènes à la Hume, près du bassin d'Arcachon.
Entre 1936 et 1939, il suit l'école d'aviation de Rochefort où il est reçu 4e.
En 1939, la Seconde Guerre mondiale est déclarée et il part comme volontaire. Après la défaite française de 1940, il est envoyé à Port-Vendres pour embarquer vers l'Afrique. Il est finalement démobilisé en 1942 et retourne à Arcachon, où il épouse Micheline en 1941 avec qui il a sa première fille. Pour se soustraire au service du travail obligatoire, il prend le maquis et participe activement à la Résistance en trouvant des terrains d'atterrissage pour les avions alliés. Vivant en clandestinité, il est alors séparé de sa famille.
En 1947, il se rend à Paris pour travailler et rencontre Suzanne avec qui il se marie. Ils partageront vingt ans de vie et auront quatre enfants. Au début des années 1950, il se remet peu à peu à peindre et à sculpter.
Il profite de la vie culturelle parisienne. En 1958, un ami l'introduit dans le cercle des surréalistes. Il côtoie André Breton, Max Ernst, Marcel Duchamp entre autres dans le quartier latin et fréquente en 1959-1960 Man Ray et Max Ernst. Il partage un atelier avec un artiste japonais à Paris où il commence à exposer. Lors de son exposition au Salon des surindépendants au Musée d'Art Moderne de Paris, il est repéré par un ambassadeur brésilien et part au Brésil pour participer à la biennale de São Paulo en 1963.
De retour dans son pays natal, sa famille le rejoint, il y reprend un emploi classique. De 1964 à 1967, il dessine des plans de vols pour Air France. En 1967, sa femme décide de revenir en France avec une de leurs filles. C'est la fin de leur union. En 1969, son dernier fils, Joël, rentre aussi. Eduardo profite de ce passage de 6 mois en France pour obtenir son brevet de pilotage.
Il s'installe dans un village de pêcheurs près de Cabo Frio et y rencontre sa muse, Sylvia, avec qui il partage sa peinture et ses sculptures pendant quatre ans. Repéré lors de petites expositions par un marchand français, il délaisse sa cabane et Sylvia pour Sao Paulo. Dans les années 1970, il expose son travail et reçoit en 1975, l'éloge de critiques d'arts tels que Jacob Klintowitz et Antonio Bento.
L'artiste rencontre sa troisième femme en 1975. Il interrompt sa carrière pourtant en plein essor pour fonder une nouvelle famille. Ils ont deux enfants ensemble, mais leur relation tumultueuse le pousse à quitter Sao Paulo au début des années 1980.
De 1982 à 1989, il passe sept ans reclus à Chapuim près de Nova Friburgo, dans la région de Rio. En 1989, de sa rencontre avec sa quatrième femme naît son huitième enfant, Michel. À cette époque, il peint beaucoup mais s'adapte à la demande du marché. Ce n'est qu'en 2001, de retour de maladie, qu'il laisse exploser son propre style. Seul, il peint plus que jamais. C'est sa période « forma e color ».
Début 2006, il meurt d’un cancer généralisé.

## Sculpteur: 1962-1965

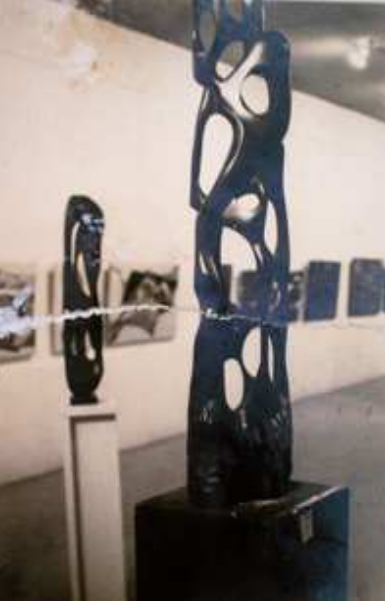

Exposé au musée d'Art Moderne de Paris en 1962, il a ensuite participé à la 7e biennale de Sao Paulo en 1963. À l'époque, c'est en tant que sculpteur qu'il est reconnu. Le chêne puis le bois exotique est la seule matière lui permettant de créer et de façonner une orme nouvelle et irréelle, travaillée en ronde bosse. Il crée et façonne des formes nouvelles, élancées, évidées, biomorphes ; et fréquente Etienne Hajdu. Il part alors pour le Brésil. Son travail va évoluer. Couleurs et matières vont prendre un caractère nouveau.

## Peintre gestuel, puis abstrait: 1966-1976
Peintre réaliste affirmé, ce n'est qu'à la fin des années 1960 qu'Eduardo Dhelomme est reconnu pour sa peinture gestuelle. Dans la lignée de Tobey, Pollock et Mathieu, il exprime à cette époque et grâce à un geste fort et à des couleurs tranchantes son non-conformisme.
Entre 1970 et 1975, il réapparaît avec un style plus ferme. Il se crée un monde nouveau, surréaliste et laisse libre cours à ses visions subconscientes. Les ombres propres et portées, les objets insolites, oniriques et toutes sortes de déformations visuelles animent ses toiles. Il expose alors dans des galeries de Rio et ses sculptures entrent au Musée d’Art Contemporain de Rio jusqu'en 1982.

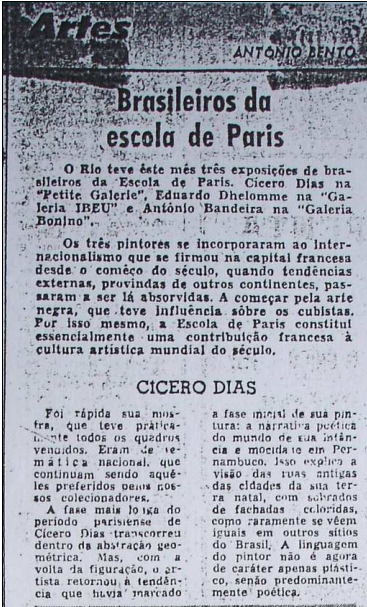

Son élan est arrêté par son troisième mariage qui l’écarte durablement des pinceaux.

## Peintre abstrait lyrique: 2001-2005
Il faut attendre les années 2000 pour qu'émerge son propre style : une peinture abstraite lyrique, haute en couleur, issue en partie du surréalisme. L'artiste refuse les contraintes et les formats de ses premières toiles quadruple en quatre ans : ses dernières productions atteignent 230 sur 130 cm.
Dans les dernières toiles de cette collection, la maturité de son travail et son expérience se conjuguent à une force juvénile étonnante. À travers modes et années, il a su amplifier la profondeur et la force qu’il donne à sa peinture.

## Expositions
- Un autre regART, novembre 2005 - janvier 2006  Paris - Galerie de l'IESA 1re Station. Exposition collective de 7 peintres brésiliens confirmés et de 7 jeunes peintres français[1],[2],[3].
- « Nouveau souffle brésilien : Eduardo Dhelomme s'expose », octobre 2005, Paris - Exposition individuelle de 15 acryliques sur toile inédites peintes entre 2001 et 2005[4].
- « Eduardo Dhelomme: 80 ans, Production actuelle», 30 mai 2002. Buzios - Exposition individuelle
- « Seleção de Obras do Acervo » Avril 1976. Galerie de l'Institut Brésilien IBEU (États-Unis, Brésil) - exposition collective
- « Dhelomme » 1975 - Galerie de la Maison de France de São Paulo - exposition individuelle
- « Phase surréaliste » Juin 1972 - Galerie de la maison de France de São Paulo - exposition collective : Eduardo Dhelomme, Bal Moura, Marcia Demange, Isidoro Vasconceles.
- « Dhelomme » Mai 1969 Galerie de la Maison de France de Rio de Janeiro : exposition individuelle organisée par l'association culturelle franco-brésilienne et Air France.
- « Eduardo Dhelomme e Tetsuro Arakawa » août 1968 Galerie de l'Institut Brésilien IBEU exposition de deux artistes
- « Arte Brasileira em coleções Norte-Americanas » Novembre 1966 Galerie de l'Institut Brésilien IBEU exposition collective
- Salon National des Beaux Arts de Rio de Janeiro, exposition collective, 1964
- Sculpture Metamorfose 1964, Musée d'Art Moderne de Rio de Janeiro exposition collective
- « Desenhos e Esculturas » Juillet 1963 Galerie de la maison de France de São Paulo – exposition collective
- « O Rosto e a Obra » Septembre Galerie de la maison de France de São Paulo - exposition collective
- VIIe Biennale de São Paulo exposition collective
- « Salon des sur-indépendants », 1962, Musée d'Art Moderne de Paris